# Tim Ford (Schiedsrichter)
Timothy „Tim“ Ford (* 30. Juli 1980) ist ein US-amerikanischer Fußballschiedsrichter.
Seit seinem Debüt im Oktober 2018 ist Ford Schiedsrichter in der Major League Soccer (MLS); er leitete bisher über 70 Spiele.
Seit 2021 steht Ford als Videoschiedsrichter auf der Liste der FIFA-Schiedsrichter und wird seitdem bei internationalen Fußballpartien als VAR eingesetzt.
Ford war beim Gold Cup 2021, bei der U-20-Weltmeisterschaft 2023 in Argentinien und beim Gold Cup 2023 als Videoschiedsrichter im Einsatz.